# Galleria d'arte moderna di Zagabria
La Galleria d'Arte Moderna (in croato: Moderna galerija) è un museo di Zagabria.
La galleria nasce nel 1905 e custodisce la più completa collezione di dipinti, sculture e disegni dedicata all'arte croata del XIX e XX secolo. La collezione ha circa 10.000 opere d'arte ospitate dal 1934 nello storico palazzo Vranyczany nel centro di Zagabria, con vista sul parco Zrinjevac. La collezione si estende su due piani del palazzo. Oltre all'esposizione permanente, si tengono anche mostre occasionali di artisti locali e stranieri. Una galleria secondaria è lo studio Josip Račić a Margaretska 3.
Gli artisti rappresentati nella collezione permanente della Galleria moderna:
- Ljubo Babić
- Vojin Bakić
- Petar Barišić
- Ivo Deković
- Marijan Detoni
- Ivo Dulčić
- Dušan Džamonja
- Vladimir Becić
- F. Bilak
- Vlaho Bukovac
- Vladimir Gašparić Gapo
- Vilko Gecan
- Josip Generalić
- Oton Gliha
- Krsto Hegedušić
- Ljubo Ivančić
- Franz Jaschke
- Anto Jerković
- Vasilije Josip Jordan
- Leo Junek
- Vjekoslav Karas
- Ivo Kerdić
- Zlatko Keser
- Josip Klarica
- Slavko Kopač
- Kuzma Kovačić
- Miroslav Kraljević
- Frano Kršinić
- Vatroslav Kuliš
- Ferdinand Kulmer
- Ivan Lesjak
- Tihomir Lončar
- Nikola Mašić
- Ivan Meštrović
- Matko Mijić
- Karlo Mijić
- Robert Frangeš Mihanović
- Jerolim Miše
- Antun Motika
- Edo Murtić
- Sofija Naletilić Penavuša
- Zoltan Novak
- Mladen Pejaković
- Ivan Picelj
- Dimitrije Popović
- Zlatko Prica
- Ferdo Quiquerez
- Mirko Racki
- Josip Račić
- Slava Raškaj
- Ivan Rendić
- Ivo Režek
- Branko Ružić
- Đuro Seder
- Miljenko Stančić
- Milan Steiner
- Dalibor Stošić
- Mihael Stroy
- Gabrijel Stupica
- Ivo Šebalj
- Zlatko Šulentić
- Marino Tartaglia
- Marija Ujević
- Milivoj Uzelac
- Vladimir Varlaj
- Emanuel Vidović
- Zlatan Vrkljan
- Josip Zanki
- Ivan Zasche